# Соціально-економічний університет у Тичині
Соціально-економічний Університет у Тичині — університет, заснований у 1996 році, розташований у Тичині, пропонував навчання на бакалавраті та магістратурі. У 2008 році університет був включений до складу Університету інформаційних технологій та менеджменту в Жешуві та припинив своє існування. 

## Історія
Університет був заснований у 1996 році компанією «Scientia» спільно з органами місцевого самоврядування. 
Університет пропонував такі напрями навчання: гуманітарний факультет та факультет соціології й політології.
Ректорами СЕУТ були: Пьотр Клодковський, Збігнєв Стаховський, Маріола Вежбіцка, Вальтер Желязни. Віцеректорами були: Тадеуш Хробак, Марек Цісек, Кшиштоф Ферет, Малгожата Лоренц-Шпіла, Казімеж Суровец.
Головний кампус СЕУТ знаходився в м.Тичин на вул. Косцюшки 4.